# نيال اوبراين
نيال اوبراين (بالإنجليزية: Niall O'Brien)‏ هو ممثل أيرلندي، ولد في 8 فبراير 1946 في جمهورية أيرلندا، وتوفي بنفس المكان في 25 فبراير 2009.

## أعمال

### أفلام
- (1998) الأسطورة 1900[4][5]
- (2004) فانيتى فير[6][7]

## وصلات خارجية
- نيال اوبراين على موقع IMDb (الإنجليزية)
- نيال اوبراين على موقع قاعدة بيانات الفيلم (الإنجليزية)